# Svetilnik Savudrija
Svetilnik Savudrija je najstarejši svetilnik na Hrvaškem, ki se nahaja v bližini istoimenske vasice na severnem koncu istrskega polotoka, blizu slovenske meje na južnem koncu Tržaškega zaliva. Znan je tudi kot svetilnik na rtu Savudrija, rt ali točka, v italijanščini se imenuje Punta Salvore, pred drugo svetovno vojno je bil svetilnik splošno znan kot svetilnik Punta Salvore.
Svetilnik je bil zgrajen leta 1818 in je najstarejši delujoči svetilnik v Jadranskem morju. Čeprav velja, da je bil italijanski svetilnik na Barletti, znan kot Faro Napoleon, zgrajen leta 1807, je bil pozneje prenovljen in leta 1959 nadomeščen s pristaniško luč.
Sprva je savudrijski svetilnik svetil na premog, prvi svetilnik, ki je bil načrtovan in upravljan na ta način. Čeprav je bil uspeh javno objavljen, so stalne težave pomenile, da so ga hitro zamenjali s sistemom na gorivni pogon.

## Zgodovina
Svetilnik je načrtoval arhitekt Pietro Nobile, gradnja se je začela marca 1817 in je bila financirana z izdajo delnic prek tržaške gospodarske zbornice, ki je aktivno spodbujala potrebo po svetilniku za pomoč pri plovbi do tržaškega pristanišča. Pokrovitelj je bil tudi Frančišek I. Avstrijski, ki je bil prisoten, ko je bil svetilnik prvič prižgan aprila 1818.  
Za gradnjo 19–metrskega visokega svetilnika sive barve, je bil uporabljen lokalni kamen. Stavbe, vključno z dvonadstropno hišo ob zgradbi, in druge enonadstropne stavbe so bile dograjene leta 1821. Višina stolpa se je pozno v 19. stoletju povečala za 10 m na današnjo višino 29 m. 
Leta 2007 je svetilnik v Savudriji upodobila hrvaška poštna služba Hrvatska pošta v nizu priložnostnih znamk.

## Operater
Svetilnik upravlja državno podjetje Plovput. Od leta 2000 so sobe v svetilniku na voljo tudi za najem kot počitniške nastanitve. Čeprav je luč še vedno avtomatizirana, svetilničarji pomagajo varovati in vzdrževati delovanje svetilnika. Sedanji čuvaj je od leta 2021 Mario Milin Ungar, ki nadaljuje linijo storitev, ki segajo v družino Ungar že pet generacij. 
Na višini 29 m nad morjem ima svetloba doseg 30 navtičnih milj in je sestavljena iz treh utripov bele svetlobe, ki zasveti vsakih petnajst sekund.

## Legenda
S svetilnikom je povezana romantična zgodba, v kateri naj bi jo grof Metternich dal zgraditi za lepo in privlačno hrvaško gospo visokega rodu, ki jo je spoznal in se na prvi pogled zaljubil na balu na Dunaju. Avstrijskemu grofu in njegovi ljubici ni bilo usojeno živeti tam, saj je ljubica zbolela in nato istega dne, ko je bil dokončan, umrla, grof pa nikoli več ni stopil v svetilnik.